# Reinold Geiger
Reinold Geiger (* 10. Juli 1947 in Dornbirn, Vorarlberg) ist ein österreichischer Unternehmer, der Geschäftsführer und Hauptaktionär der Kosmetikfirma L'Occitane ist. Die Liste The World’s Billionaires des Forbes Magazine führt ihn 2024 mit einem Vermögen von 2,9 Milliarden Euro. Auf der Liste der reichsten Österreicher befindet er sich damit auf Platz acht (Stand: April 2023).

## Leben
Geiger, Sohn eines Tischlers, absolvierte das Diplomstudium im Maschinenbau an der ETH Zürich und das Masterstudium an der Insead Business School. Bereits nach seinem Diplomabschluss gründete er in den 1970er Jahren zunächst mehrere kleine Firmen, unter anderem ein Touristikunternehmen in London.
1978 baute Geiger in Paris die AMS Packaging Company auf, die auf die Herstellung von Kosmetikverpackungen spezialisiert war. Später veräußerte er das Unternehmen gewinnbringend. Ab 1994 investierte er Millionenbeträge in die damals noch sehr kleine Kosmetikfirma L'Occitane und übernahm die Geschäftsführung, nachdem sie zuvor immer größere Verluste geschrieben hatte.
Er baute das Unternehmen zu einem weltweit tätigen Konzern mit einem Umsatz von 612 Millionen Euro (Stand 2010) aus und brachte es im Mai 2010 an die Hongkonger Börse. Derzeit besitzt Geiger 70 Prozent des Unternehmens (Stand 2023).
Geiger ist verheiratet und hat drei Söhne.